# Профанація
Профанація (від лат. profanatio — позбавлення святості) — зневажливе, нешанобливе ставлення до чого-небудь загальновизнаного, загальношанованого, неуцьке перекручування, опоганення, мимовільне спотворення чогось невіглаством, образливим ставленням, зверненням; осквернення; блюзнірство. Профанне є антонім сакральному в контексті релігії.
Профан (від лат. profanus — необізнаний) береться безграмотно пояснювати високі ідеї, спотворюючи їхнє покликання, профануючи самі ідеї. Таким чином, неточна передача ідеї, спотворене значення, є профанацією цієї ідеї.
Профанація в сучасному розумінні слова — це спотворення (часом навмисне) споконвічного розуміння або сприйняття будь-якої ідеї. Цей термін є науковим і застосовується в таких науках як: природознавство, теорія управління та кібернетика. Через особливості людської психології, профанацію прийнято вважати природним процесом.
Профанатор — людина, що навмисно спотворює початковий зміст закладений в ідею. Людина, що уважно, від початку і до кінця, вислухає усі аргументи, але все одно, робить по-своєму.